# Orientalisme

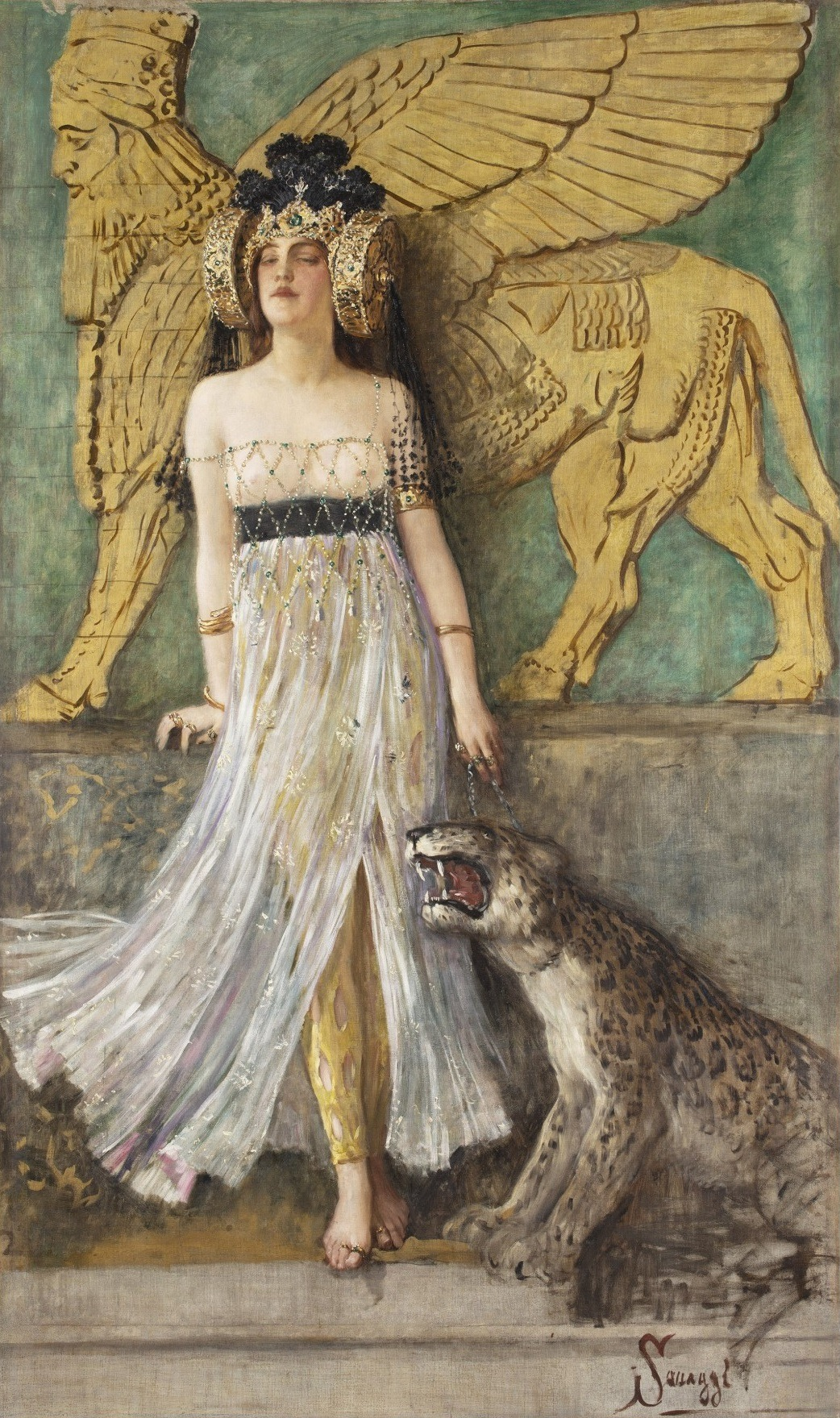
Semiramide, llegendària reina de Babilònia, obra de 1905 de gust orientalista i simbolista del tortonaí Cesare Saccaggi. Semíramis sempre s'ha considerat la personificació del pecat de luxúria, representat en aquest gran quadre per les mandíbules del felí ferotge domesticat per la reina.

L'orientalisme és l'interès i l'estudi de les societats del Pròxim Orient i de l'Orient Llunyà per la cultura occidental sobretot pel món musulmà, que van convertir a aquest afany en un important gènere temàtic, protagonista de milers d’obres d’art del segle xix. L’Orient referit pels artistes, quan no era imaginari, quasi sempre s'identificava amb els països del nord d’Àfrica, els de l’est de la Mediterrània i els del mar Negre. Amb el terme orientalisme es coneix igualment com la imitació o la representació d'aspectes de les cultures orientals a Occident per part d'escriptors, dissenyadors i artistes. Edward Said creà un concepte distint sota el mateix significant: una manera de pensar que concep acríticament una realitat humana complexa, dinàmica i heterogènia de manera uniforme, de manera que oposa una essència occidental a una d'oriental, veient a aquesta última com una cosa llunyana i inferior.
Neix de l'atractiu per l'alteritat, per la cerca de l'exotisme, i va influir la societat. Els salons de la burgesia i de la noblesa van allotjar recepcions i balls de disfresses, amb models idealitzats i acolorits d'un Orient fantàstic. Alguns personatges acomodats van posar per fer-se retratar amb una indumentària sedosa que escau als emirs.
El territori del Marroc era diferent de la resta de països nord-africans. Mai van patir la dominació otomana, i la seva terra tan arrelada dels berbers li van atorgar caràcter diferent dels altres. Els orientals magrebins es distingien per la seva sobrietat, i preferien atmosferes pintoresques i la bellesa de les austeres qasbes més que fet sumptuós.
Amb el pas dels anys, al segle XIX, s'acabaran abandonant de manera gradual les fantasies romàntiques, i l'ideal artístic evolucionarà cap als plantejaments realistes que comportarà l'intent de descriure el món islàmic de manera més fidel. Els nous paradigmes i ideals preferiran la versemblança, fet que propiciarà l'aparició de l'anomenada pintura etnogràfica. Paral·lelament, l'expansió colonial aproparà Europa a la realitat islàmica i facilitarà el seu coneixement directe, i, per tant, es passarà a parlar o escriure des de l'experiència vital, en lloc del somni i la fantasia com s'havia fet fins ara. L'Algèria francesa esdevingué capdavantera a oferir als artistes i intel·lectuals la possibilitat de traslladar-se a l'Orient amb facilitat i seguretat. Aquesta presència d'artistes i intel·lectuals a les terres orientals va afavorir la difusió d'uns itineraris orientals establerts que amb el curs de la història han acabat influenciant de manera significativa els destins turístics actuals: Grècia, Istanbul, Terra Santa, Egipte, Algèria, Marroc (concretament Tànger), el sud d'Espanya (en tant que zona influenciada o amb passat oriental), etc.

## El sorgiment de l’orientalisme i la seva connotació[3]
L’Orientalisme és un terme que no existeix com a tal, sinó que ha estat tot un procés fins a la creació d’aquest producte que apareix de l’imaginari europeu. La seva creació ha sorgit a base d’un pensament ignorant i de desconeixement i que per reforçar tota aquesta idea ha hagut d’implicar moments històrics, artístics i culturals.
El seu origen remunta aproximadament al segle VI aC, quan els grecs parlaven dels territoris desconeguts donant referència als orientals i això ho trobem representat en la Ilíada d’Homer. Tot i això, el terme Orientalisme es va consolidar durant l’imperialisme, qualificant Orient com a nació homogènia i unitària. Aquest fenomen, tal com diu José Luis Pardo en el llibre El orientalismo al revés de José Tono Martínez,  es va utilitzar com a mitjà per legitimar la colonització i violació de les regles morals a partir del discurs del colonitzat salvatge i bàrbar, que havia de ser civilitzat.

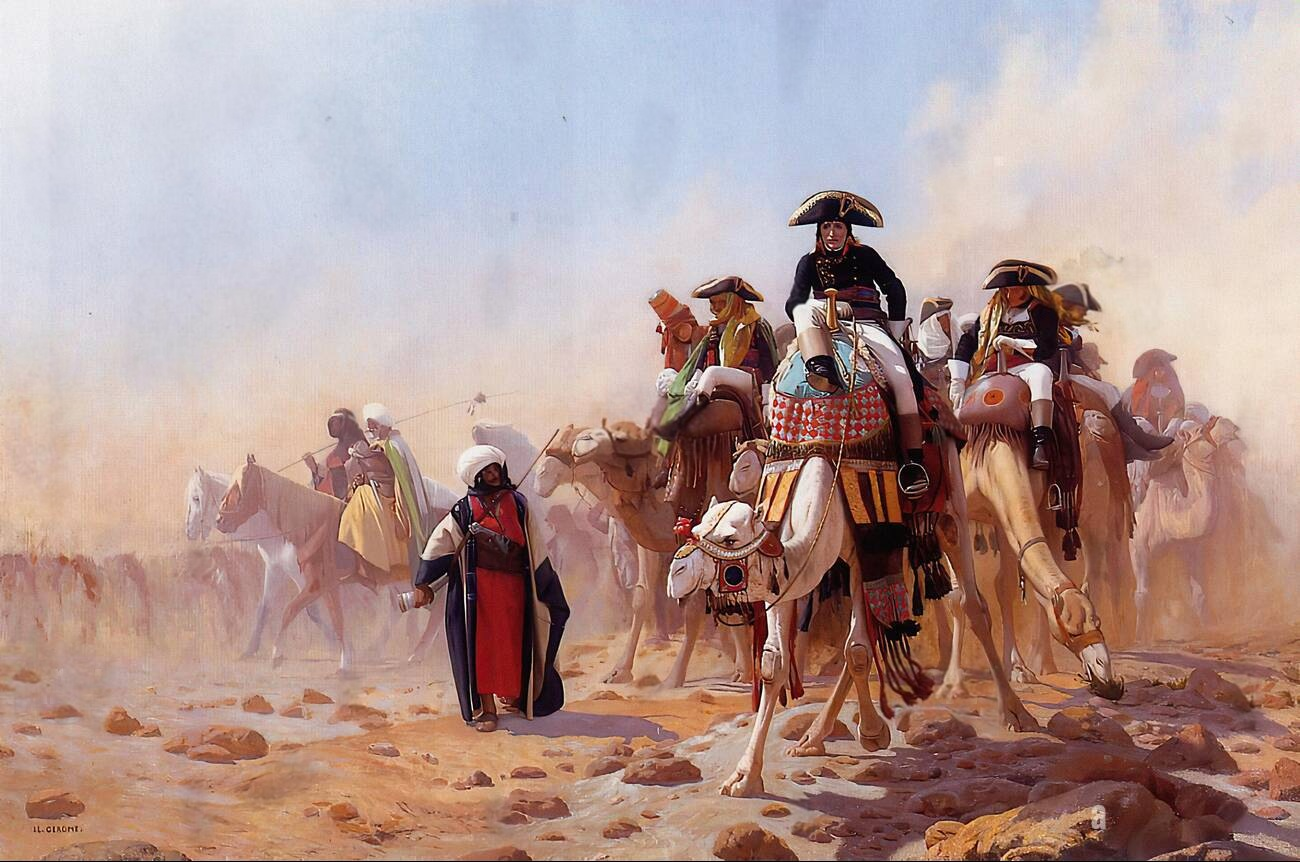
Napoleó durant la seva campanya a Egipte, és una obra creada per Jean-Léon-Gérôme el 1863

Aquest argument va provocar un sentiment de superioritat, a Occident, i la percepció de ser una societat civilitzada comparada amb les altres, però també un contrast, ja que es trobaven amb la necessitat de les riqueses, tant tangibles com intangibles, que proporcionava els països designats com a inferiors.
Edward W. Said explica que no només parlem de les fronteres geogràfiques imaginàries, els límits territorials traçats pels europeus, si més no, també les socials, ètiques, i culturals de manera previsible que provoca que la ment dramatitzi aquesta diferència entre Orient i Occident. Per tant, va haver-hi un component psicològic davant la creació d’aquest terme. De tant que es va imposar aquest terme, amb llibres, poemes, cançons va crear un efecte real que s'incorpora en la societat.
La conquesta dels musulmans als antics països que formaven part de l’imperi romà va suposar un altre punt d’inflexió sobre la rivalitat i la diferència provocada entre aquests dos “mons”. No només era una conquesta territorial, també, va haver-hi la confrontació religiosa entre l’islam i el cristianisme. Aquesta confrontació només va generar un gran odi que perduraria fins a la fi d’aquestes conquestes.
Aquest producte europeu i occidental va quedar reforçat per les intervencions de molts polítics, artistes i intel·lectuals de l’època tant per articles, com ara, els publicats per Harold W. Glidden el 1972 (The Arab World) mostrant la diferència d’elements, com els valors occidentals i orientals són diferents. També trobem com la fabricació d’aquest producte es va centrar molt a distingir i dividir a les persones en grups diferents, de manera més qualificativa en separar als orientals de Pròxim Orient i l’Orient Llunyà.

## L'orientalisme en l'art

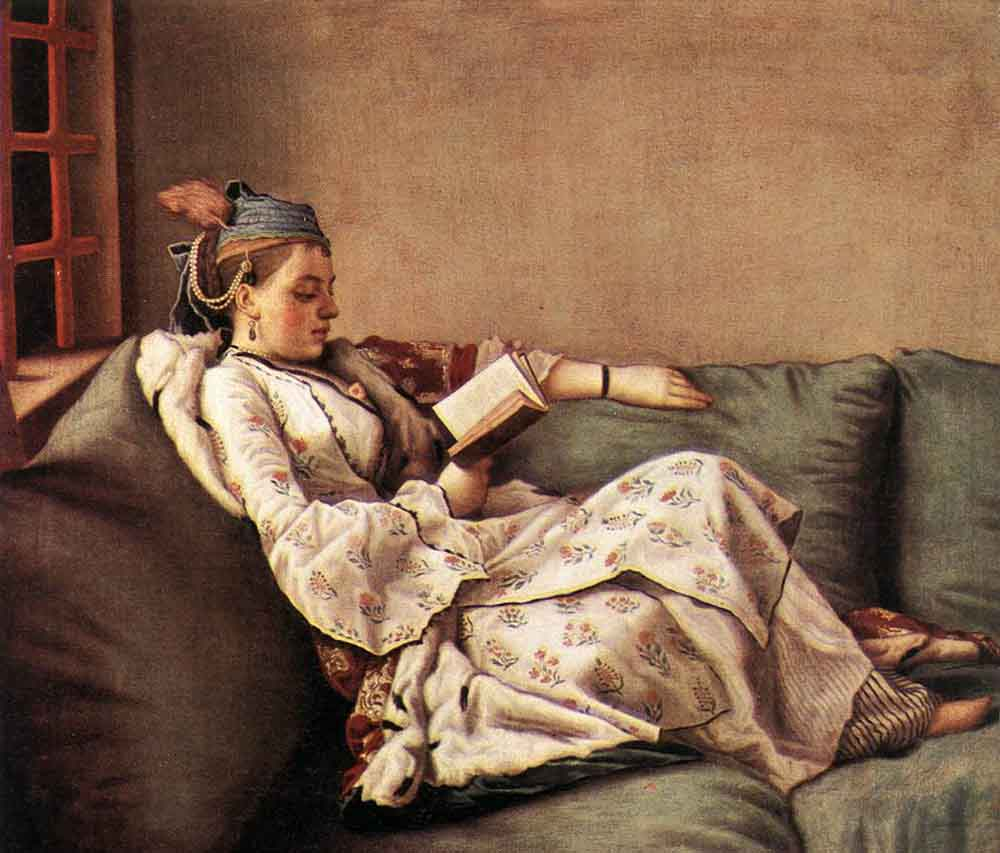
Marie Adelaïde de França (filla de Lluís XV) amb roba turca, Jean-Étienne Liotard

Es poden trobar representacions de «moros» i «turcs» islàmics en l'art medieval, renaixentista, barroc i rococó. Però no va ser fins al segle xix quan l'Orientalisme en les arts es va convertir en un tema consolida, especialment a França, derivat de la campanya d'Egipte (1798–1799), la guerra d'independència de Grècia (1821–1829), la guerra de Crimea (1854–1855) i l'obertura del canal de Suez (1869), esdeveniments que van contribuir a augmentar l'interès per un exotisme profusament documentat. A partir d’aquest moment, l’Orient es va convertir en un lloc recurrent de l’imaginari romàntic.
L'orientalisme és també un corrent literari i artístic occidental del segle xix. Marca l'interès d'aquesta època per a les cultures del Magreb, turca i àrab, impregnat alhora per un fort imaginari imperialista. Inspirat per l'Orient Mitjà, l'art orientalista no correspon a cap estil particular i reuneix artistes, obres i personalitats tan oposades des d'Horace Vernet, Ingres, Delacroix, Chassériau, Gérôme, Fromentin, Liotard… fins a Renoir (amb la seva famosa Odalisca de 1884) o fins i tot Matisse i Picasso a començament del segle xx. És doncs un tema que aglutina diferents moviments pictòrics d'aquest període. A diferència dels seus preceptors de segles anteriors, que es van centrar en la funció decorativa dels elements orientals, representant el que havien conegut a través de llibres i la pròpia imaginació, al segle xix, l'orientalisme es basa en l'autenticitat i la cerca de la veracitat.
Aquest estil va tenir el seu moment àlgid en les Exposicions universals de París de 1855 i 1867. Va tenir molta influència a la pintura i, en menys mesura, a l'arquitectura. Al llarg del segle hi va haver nombrosos artistes que van viatjar a països islàmics per poder representar-los de forma realista. Els artistes pioners d’aquest nou vessant de l’orientalisme que buscava la versemblança van aprofitar les campanyes bèl·liques, on duien a terme les tasques de cronistes pictòrics i gràfics.

### L'harem

Bany turc, Ingres, 1862, Museu del Louvre, París

En aquesta època, la representació pictòrica de la nuesa era xocant si no era justificada. Ara bé, l'harem resultava un lloc desconegut. Els costums eren diferents i certes pràctiques tolerades (l'esclavitud, la poligàmia, el bany públic...). Aquesta tolerància condueix a Europa a un fenomen de fascinació i repulsió per l'harem i el serrall, lloc de despotisme (sexual) per excel·lència del sultà. En efecte, l'harem, allunyat dels costums i de la cultura europea de l'època era objecte de nombroses interrogacions com de fantasmes. Aquest apropament al món islàmic manifestava un clar desig d’evasió de la realitat. Aquest escapament elaborà progressivament un seguit d’estereotips que foren vigents durant bona part del segle XIX i que constituïren el que s’ha anomenat somni oriental. Els harems somniats, fantasiejats, imaginats són sovint poblats d'odalisques lascivament lànguides, ofertes, als vapors del bany. Fou un tema molt preuat sobretot per Jean-Léon Gérôme.
Quan Jean Auguste Dominique Ingres, director de la francesa Académie de peinture va pintar una visió colorista d'un bany turc, va comportar que aquest Orient erotitzat fos públicament acceptable. Les formes femenines presents en aquella obra poden haver estat totes elles el mateix model.

### L'Orient exòtic
La majoria d'aquestes pintures ens descriuen un orient entre real i imaginari. No tots els artistes que representen l'Orient varen viatjar als països de l'Orient Pròxim. Tot i això, la majoria dels pintors anomenats orientalistes com Delacroix i d'altres varen emprendre llargs viatges als països del Maghreb on realitzaren nombrosos quaderns d'esbossos. Croquis que serviren per a la composició de les seves pintures un cop tornaven al país.
Tanmateix, Étienne Dinet abandona el registre dels seus primers temes, en particular el nu, per a dedicar-se a explorar la condició humana dels beduïns. La seva pintura tradueix a la vegada l'ànima dels seus models i els colors locals que vibren sota la llum sahariana. La seva obra resulta estètica i humana.
La literatura contribuir a la creació de la imatge de l’Orient romàntic de manera decisiva a la seva exaltació poètica i fantàstica. Lord Byron, François René de Chateaubriand, Víctor Hugo i Henrich Heine, entre d'altres difongueren una visió subjectivista i extremadament pintoresca d’un àmbit geogràfic i cultural que aleshores es començava a conèixer i a despertar l'interès dels intel·lectuals.

### L’aportació catalano-espanyola a l’Orientalisme
El cas de l'orientalisme pictòric rep una personalitat diferent quan és tractat a la península Ibèrica. El passat musulmà del territori i la seva proximitat amb el Marroc a través de l'Estret de Gibraltar. El romanticisme va utilitzar el passat històric d'al-Àndalus per reviure l'enyorada època medieval. Se'n destaca també l'aportació andalusa a l'orientalisme va consistir en una recuperació històrica, literària i artística del passat musulmà. Això no només creà una imaginària visió del món oriental sinó també d'Andalusia mateixa, la qual es va veure envolta en el món magrebí per l'imaginari popular. Els quadres on es veia l'esplendor del regne andalusí eren els que tenien més possibilitats de triomfar en les exposicions de segona meitat del segle XIX
Destaquem el paper del mestre i pintor espanyol Claudi Lorenzale, qui va ensenyar a una generació de pintor que van retratar amb més detall les localitats musulmanes: Marià Foruny i Josep Tapiró.

#### Marià Fortuny

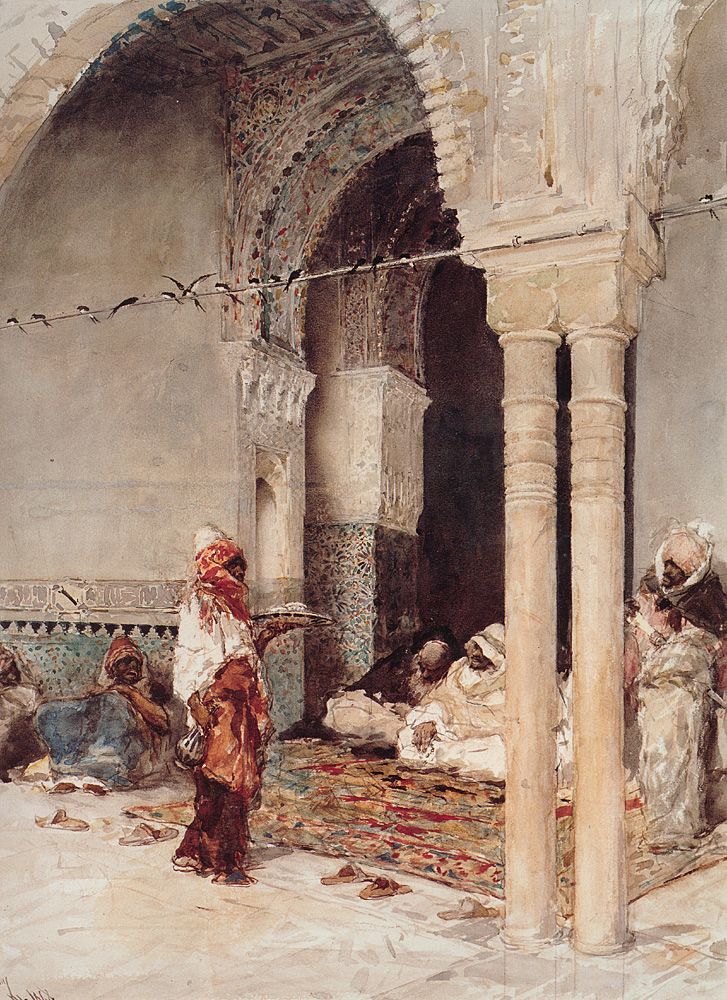
El cafè dels esclaus, Marià Fortuny, 1868, Col·lecció privada

L'estada de Fortuny al Marroc la devem per l'encàrrec que rep com a pintor professional l'any 1860, per immortalitzar la campanya d'Àfrica iniciada per l'exèrcit espanyol durant la guerra Hispanomarroquina. Volien que anés al Rif i captés el moment de la batalla in situ, cosa que el va portar deixar enrere (per un temps) el seu estil formulat i molt pensat, passant així d'una tècnica ràpida i precisa, a una que es basés en la realització d'apunts que després li servirien per realitzar els quadres. Marià Fortuny participarà en la difusió de la ideologia que justificava la guerra. L'argument de la lluita dels espanyols organitzats i els marroquins bàrbars, amb el precedent la conquesta d'al-Àndalus, justificava totalment la batalla i fins i tot seguia la línia de la reconquesta espanyola. Ja que Fortuny ja havia demostrat tenir un gran domini de la pintura al natural des de jove, van creure que era el més adient per anar a les terres magrebines a retratar-ho tot. A més, ja tenia experiència amb la temàtica èpica, la representació de guerres i armes. La feina del pintor consistia en la creació de 10 quadres que retratessin els escenaris i esdeveniments de l'època, a més d'enviar periòdicament els seus quaderns d'esbossos al natural mostrant el bon procés que duia.
Al canvi de localitat de Fortuny el seguirà un canvi d'estil. Començarà a tenir una tècnica més expressiva, amb colors més lluminosos i accentuats clarobscurs. Això es deurà al fet que ara pintarà in situ, i l'efímer del moment el portarà a pintar més ràpidament i extraient el fet essencial dels elements. S'interessarà pels racons pintorescos, íntims, lluminosos, regentats per individus misteriosos.

#### Josep Tapiró

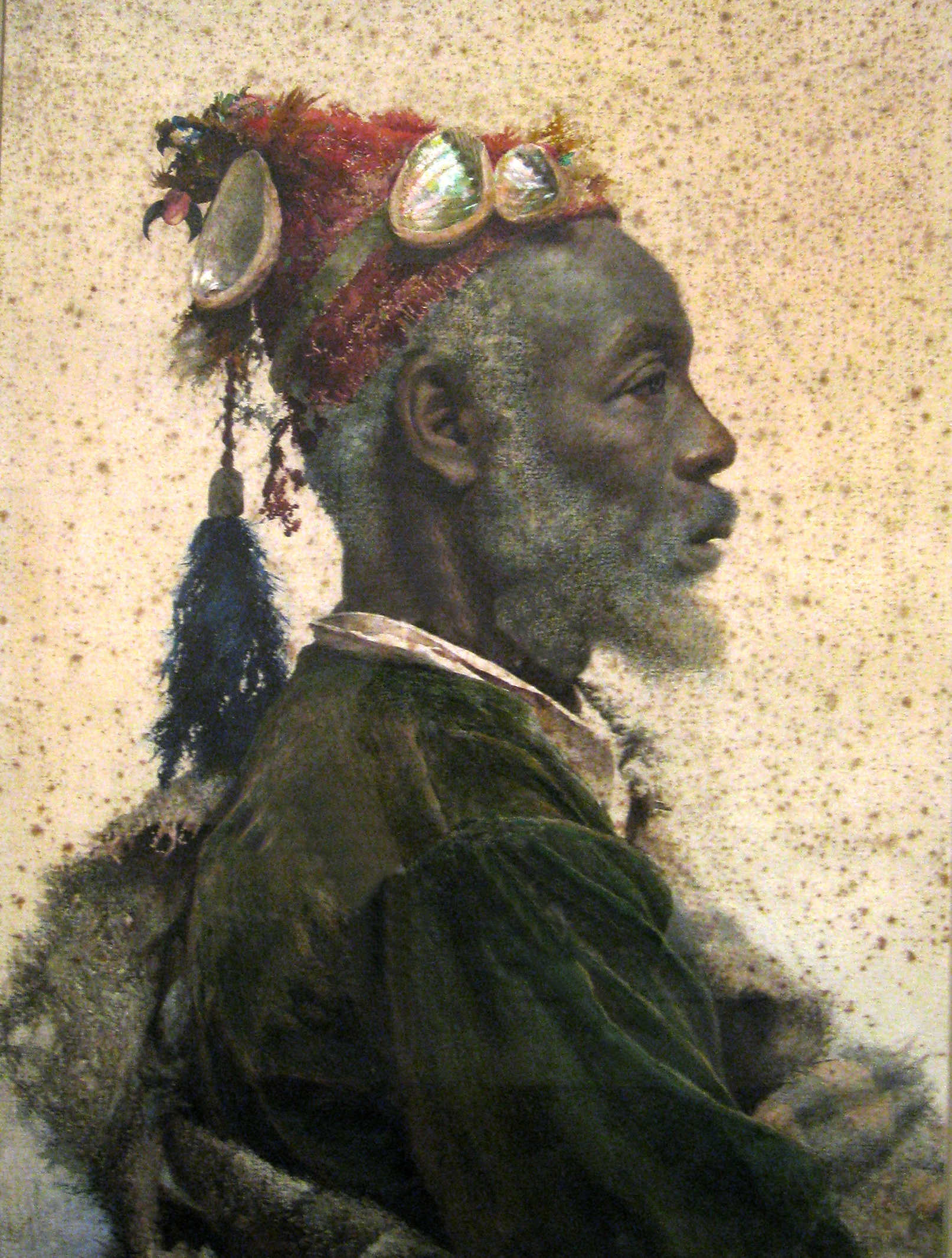
El santó darcawi de Marrakech. Josep Tapiró c. 1895. Museu Nacional d’Art de Catalunya, Barcelona

Tapiró va destacar per les seves aquarel·les precises i exòtiques. Amic de Marià Fortuny des de jove, el pintor va emprendre el primer viatge al Marroc amb els companys Fortuny i Bernat Ferràndis. Viatjaren al Tànger i a Tetuan. El viatge ja l'havia fet anys abans Marià Fortuny, a més de molts altres pintors els quals volien anar més enllà de l'Andalusia espanyola. El primer viatge va ser un èxit i tant Fortuny com Tapirió tenien pensat tornar-hi junts, però l'any 1874 morí Marià Fortuny. Tapirò ja era reconegut i considerat un il·lustrat tant a Espanya com al Marroc. L'any 1876 emprendrà la missió d'entrevistar al sultà Mulay Hassan i s'instal·larà al Tànger fins a la seva mort, malgrat que farà estades a Londres i a Reus. Les seves obres, considerades excepcionals, li van permetre pintar amb models humans i vendre les seves obres fàcilment.
Va ser criticat per tenir una obra inexpressiva i mecànica, no obstant això, a Tapiró no l'afectaven les crítiques. Seguint el relleu de Fortuny, serà dels més destacats artistes orientalistes de la zona del Nord d'Àfrica. Retrata el seu entorn diari tal com és. Pinta amb una versemblança objectiva, fugint del somni i l’imaginari oriental d'inicis de segle. Aquest fet el portà a la seva obra a guanyar un caràcter etnogràfic.

### Pintors i escultors
- Jean Auguste Dominique Ingres (1780–1867)
- Eugène Delacroix (1798–1863)
- Théodore Chassériau (1819–1856)
- Eugène Fromentin (1820–1876)
- Jean-Léon Gérôme (1824–1904)
- Léon Belly (1827–1877)
- Gustave Guillaumet (1840–1887)
- Alexandre Roubtzoff (1884–1949)
- Jean-Joseph Benjamin-Constant (1845-1902)
- Georges-Antoine Rochegrosse (1859 - 1938)
- Léon Geille de Saint-Léger (1864-)
- Eugène François Deshayes (1868-1939)
- Felix Ziem (1821-1911)
- Alexandre-Gabriel Decamps (1803-1860)
- Jean-Jules-Antoine Lecomte du Nouy (1842-1923)
- Willem de Famars Testas (1834-1896)
- Jean-Étienne Liotard (1702-1789)
- Jacques Majorelle (1886-1962)
- François de Marliave (1874-1953)Moro, Simó Gómez, 1880. Biblioteca Museu Víctor Balaguer
- Cesare Saccaggi (1868-1934)

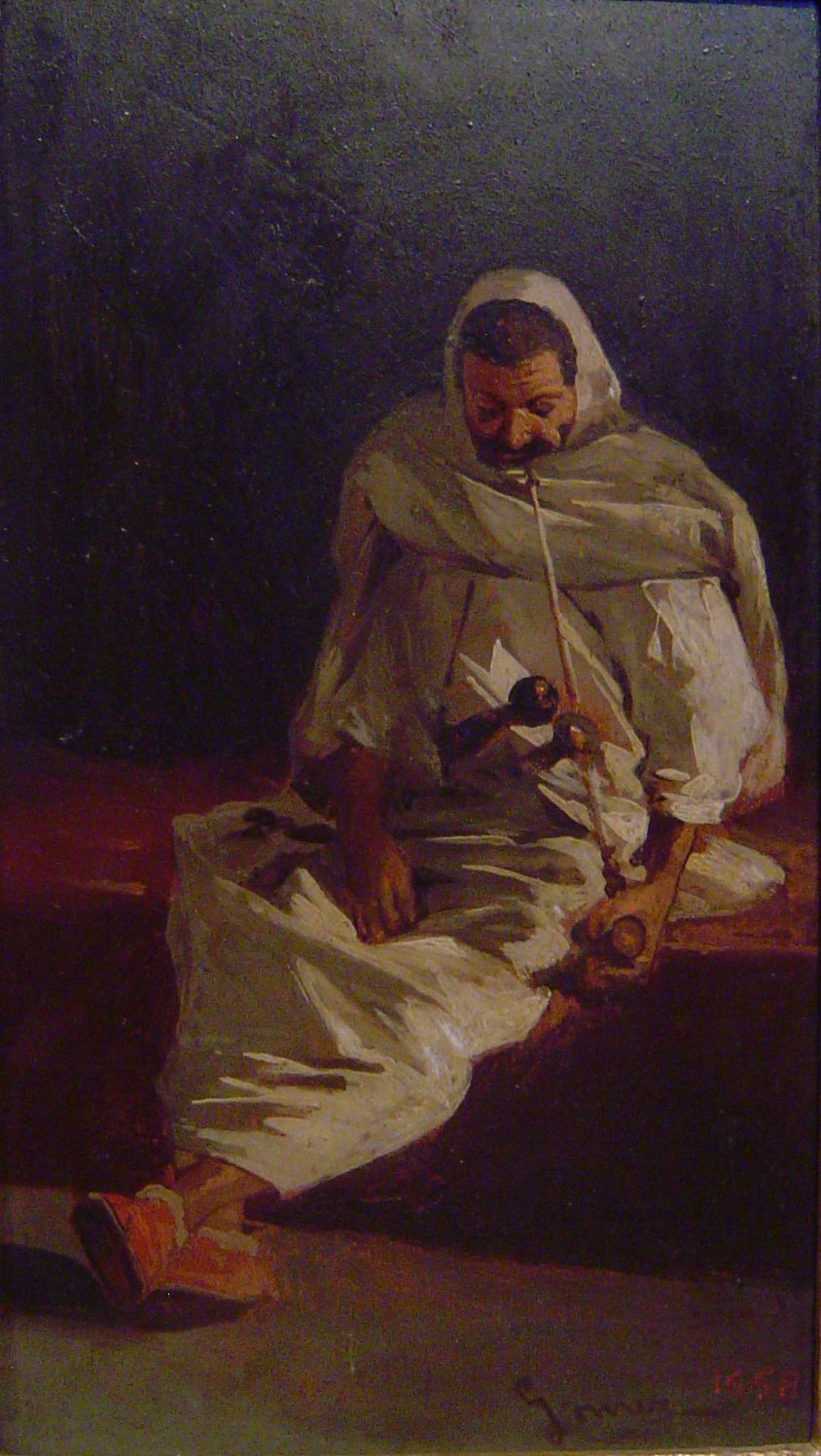
Moro, Simó Gómez, 1880. Biblioteca Museu Víctor Balaguer

A Catalunya hi ha exemples d'artistes orientalistes vinculats als territoris espanyols del nord d'Àfrica a causa de la Guerra d'Àfrica
- Marià Fortuny (1838-1874)
- Josep Tapiró (1836–1913)
- Antoni Fabrés (1854–1938)
- Simó Gómez (1845-1880)
- Juan Luna (1857-1899) Nascut a les Filipines estigué molt vinculat a Catalunya
- Emili Sivillà Torres

### Literats
- Auguste-Louis-Armand Loiseleur Deslongchamps
- Pierre Loti
- Victor Hugo